# Marienkirche (Ehningen)

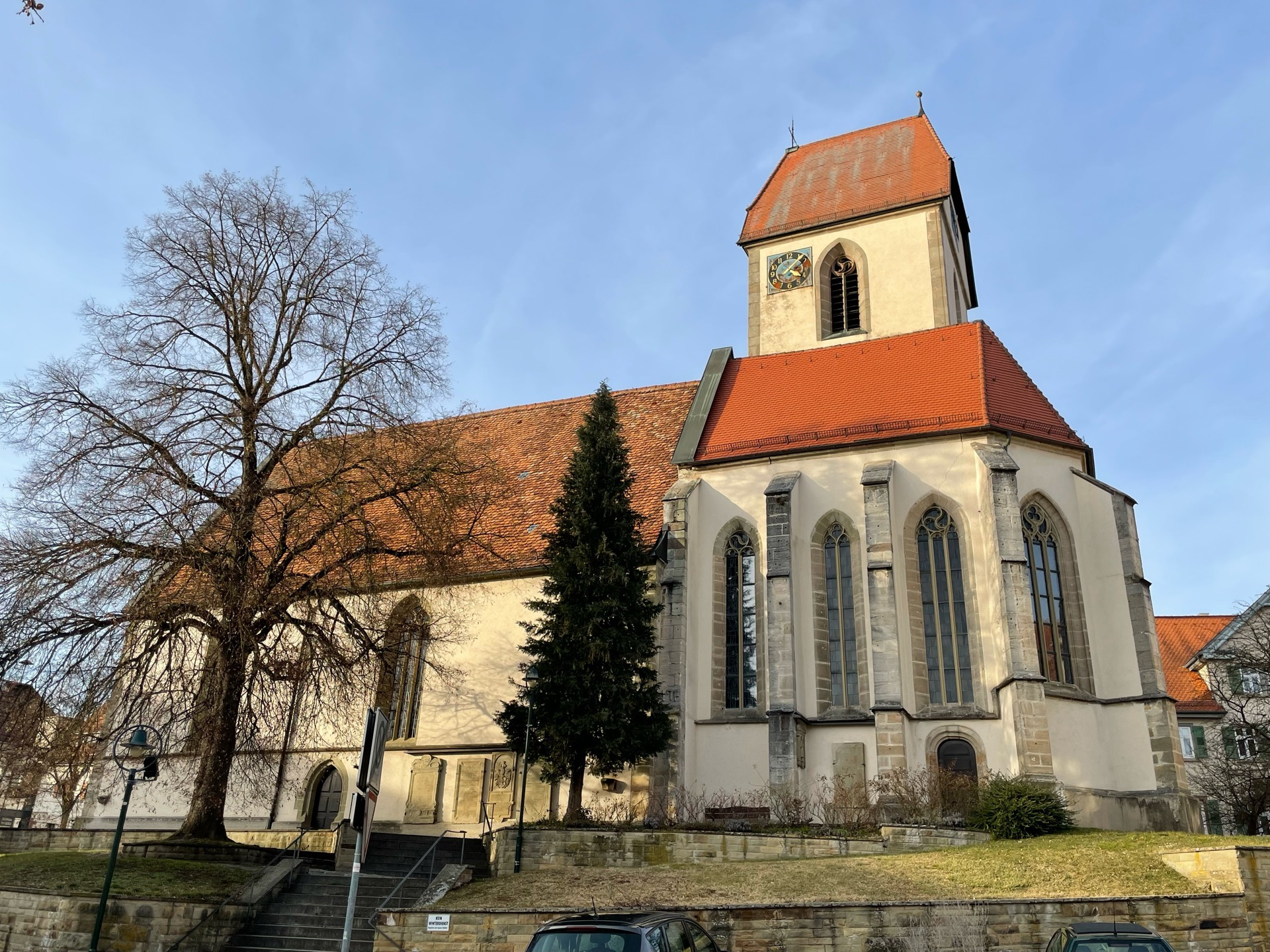
Marienkirche in Ehningen

Die evangelische Marienkirche ist ein geschütztes Kulturdenkmal nach dem Denkmalschutzgesetz. Sie steht in Ehningen, einer Gemeinde im Landkreis Böblingen von Baden-Württemberg. Die Kirchengemeinde gehört zum Kirchenbezirk Böblingen in der Evangelischen Landeskirche in Württemberg.

## Beschreibung
Die aus dem 15. und 16. Jahrhundert stammende spätgotische Saalkirche wurde am Anfang des 17. Jahrhunderts nach einem Entwurf von Heinrich Schickhardt umgebaut. Sie besteht aus dem 1523 fertiggestellten Langhaus und dem eingezogenen, dreiseitig geschlossenen, 1476 vollendeten Chor im Osten, der von Strebepfeilern gestützt wird. An dessen Nordseite steht der Chorflankenturm, ein ehemaliger um 1150 gebauter Wehrturm, der mit einem die Turmuhr und den Glockenstuhl beherbergenden Geschoss aufgestockt und mit einem Krüppelwalmdach bedeckt wurde.
Die Glasmalereien im Chor stammen von Rudolf Yelin dem Jüngeren. Zur Kirchenausstattung gehörte ein Flügelaltar, der 1903 an das Kunstmuseum Stuttgart verkauft wurde.
Die Orgel wurde 1964 unter Opus 777 von den Gebr. Späth Orgelbau errichtet.